# Glaucidium ngamiense
El mochuelo de Ngami (Glaucidium ngamiense) es una especie de ave en la familia Strigidae. 
Esta especie de mochuelo mide unos 20 cm de largo y pesa entre 80 a 140 gr. 

## Distribución y hábitat
Se lo encuentra entre el este de la República Democrática del Congo hasta Tanzania (incluyendo la isla Mafia, sur de Angola, norte de Namibia, norte de Botsuana, Zimbabue, y Mozambique. 
Habita en los bosques húmedos en zonas montanas tropicales y tierras bajas hasta alturas de 1200 m.